# Інженер-механік
Інженер-механік є технічним або технологічним фахівцем, який конструює або вдосконалює апарати та обладнання.
Інженери-механіки створюють всю техніку — виробничі лінії, опалювальні та вентиляційні системи, ліфти, робочий інструмент, побутову техніку та іграшки. Результати його роботи можна побачити скрізь — удома, на фабриках, заводах, електростанціях, транспорті.
Інженер-механік може спеціалізуватися в різних напрямках — конструктор, технолог або випробувач.

## Завдання
Створення механічних апаратів або машин є дуже складним процесом. До початку конструювання якогось виробу або машини, він, перш за все, задає технічну мету, проводить попереднє дослідження, щоб досконально дізнатися, що саме необхідно створити, доповнити або змінити. Потім займається виконанням креслень нової моделі виробу. Все нове обладнання ґрунтовно досліджують і тестують.
Розробка інженера-механіка повинна бути надійною в роботі, ергономічною, безпечною. Тільки після успішного завершення тестувань виріб приймають у виробництво.

## Вимоги
Інженер-механік працює в конторах або на виробничих об'єктах. У теоретичній підготовчій роботі, в роботі з документацією і дослідницьких роботах він використовує комп'ютер. Вибір робочих матеріалів для інженера-механіка дуже великий. Йому необхідно вміти користуватися захисними засобами — рукавичками, маскою, допоміжним робочим інструментом.
Інженер-механік повинен знати природні і точні науки, основи інженерної діяльності, історію розвитку виробів, інфотехнології. Необхідно розумітись в елементах машин, опорі матеріалів, техніці, аеро- і гідродинаміці, машинній механіці, комп'ютерному проектуванні. Також потрібно знати більш вужчі механічну і технічну області конструювання, машинобудування, зварювання, мехатроніки або автотехніки та економічну діяльність.
Щоб працювати в цій сфері треба мати, технічну кмітливість і творче ставлення до роботи, потрібно бути точним, відповідальним, вміти працювати в команді.

## Професія
Професію інженера-механіка можна опанувати у вищих технічних школах, університетах. На факультетах механіки навчають інженерів-механіків за спеціальністю «теплової техніки», «мехатроніки», «удосконалення виробів» та «виробничій техніці».
Інженер-механік працює на промисловому або проектувальному підприємстві конструктором, технологом, інженером виробництва, в науковому бюро — керівником проектів, фахівцем або інспектором, і в багатьох інших організаціях.